# Bodil de la meilleure actrice dans un second rôle

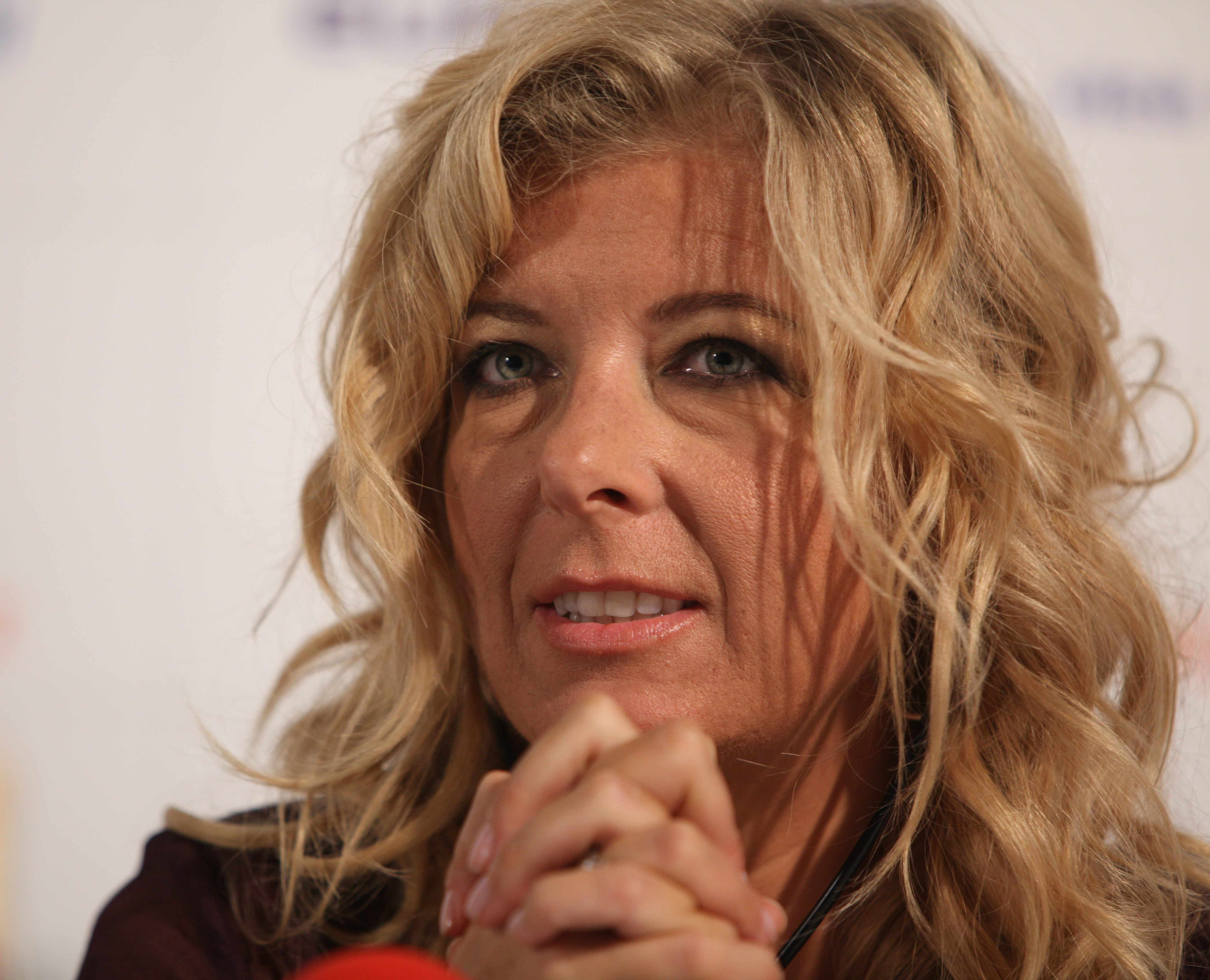
L'actrice et réalisatrice danoise Paprika Steen au 44e Festival international du film de Karlovy Vary

Le Bodil de la meilleure actrice dans un second rôle (Bodilprisen for bedste kvindelige birolle)), est une récompense cinématographique danoise décernée par la Danske Filmkritikere (da), laquelle décerne également tous les autres Bodils.

## Palmarès
Note : L'année indiquée est celle de la cérémonie, récompensant les films sortis au cours de l'année précédente.

### Années 1940
- 1948 : Ellen Gottschalch pour Ta', hvad du vil ha'
- 1949 : Karin Nellemose pour Mens porten var lukket

### Années 1950
- 1952 : Sigrid Neiiendam pour Fra den gamle Købmandsgaard

### Années 1960
- 1969 : Kirsten Peüliche pour Tænk på et tal

### Années 1970
- 1973 : Lone Lindorff pour Man sku' være noget ved musikken
- 1976 : Anne-Lise Gabold pour Un divorce heureux
- 1977 : Bodil Kjer pour Strømer
- 1979 : Grethe Holmer pour Honning måne

### Années 1980
- 1986 : Catherine Poul Jupont pour L'Homme dans la lune
- 1987 : Sofie Gråbøl pour Gauguin, le loup dans le soleil
- 1988 : Karen Wegener pour Pelle le Conquérant
- 1989 : Tine Miehe-Renard pour Ved vejen

### Années 1990
- 1990 : Kirsten Rolffes pour Notre dernière valse (Dansen med Regitze)
- 1991 : Jannie Faurschou pour Springflod
- 1992 : Ditte Knudsen pour Møv og Funder
- 1993 : Birthe Neumann pour Kærlighedens smerte (Kærlighedens smerte)
- 1994 : Pernille Højmark pour Sort høst
- 1995 : Rikke Louise Andersson pour Le Veilleur de nuit (Nattevagten)
- 1996 : Anneke von der Lippe pour Pan
- 1997 : Katrin Cartlidge pour Breaking the Waves
- 1998 : Birgitte Raaberg pour L'Hôpital et ses fantômes (Riget II)
- 1999 : Anne Louise Hassing pour Les Idiots (Idioterne)

### Années 2000
- 2000 : Paprika Steen pour Den eneste ene
- 2001 : Lene Tiemroth pour Italian for Beginners
- 2002 : Susanne Juhász pour At klappe med een hånd
- 2003 : Paprika Steen pour Open Hearts
- 2004 : Ditte Gråbøl pour Lykkevej
- 2005 : Trine Dyrholm pour Forbrydelser (In Your Hands)
- 2006 : Charlotte Fich pour Homicide
- 2007 : Stine Fischer Christensen pour After the Wedding
- 2008 : Charlotte Fich pour Just Another Love Story
- 2009 : Sarah Boberg pour To verdener

### Années 2010
- 2010 : Pernille Vallentin pour Fri os fra det onde
- 2011 : Patricia Schumann pour Submarino
- 2012 : Paprika Steen pour Superclásico
- 2013 : Frederikke Dahl Hansen pour You and Me Forever (Toi et moi pour toujours)
- 2014 : Susse Wold pour La Chasse
- 2015 : Susanne Storm pour Klumpfisken
- 2016 : Trine Pallesen pour La Chambre d'en face
- 2017 : Victoria Carmen Sonne pour I blodet
- 2018 : Julie Christiansen pour Mens vi lever
- 2019 : Katrine Greis-Rosenthal pour Lykke-Per

### Années 2020
- 2020 : Sofie Torp pour Ser du månen, Daniel
- 2021 : Sidse Babett Knudsen pour son rôle de tante Bodil dans Kød og blod (Wildland)